# Сімоне Ваньйоцці
Сімоне Ваньйоцці (італ. Simone Vagnozzi; нар. 30 травня 1983) — колишній італійський тенісист.
Найвищу одиночну позицію світового рейтингу — 161 місце досяг 7 листопада 2011, парну — 74 місце — 4 квітня 2011 року.
Завершив кар'єру 2015 року.

## Фінали Туру ATP за кар'єру

### Парний розряд: 1 (1 поразка)
| Легенда                                     |
| ------------------------------------------- |
| Турніри Великого шолома (0–0)               |
| Фінали Світового туру ATP (0–0)             |
| Серія Мастерс 1000 Світового Туру ATP (0–0) |
| Серія 500 Світового туру ATP (0–0)          |
| Серія 250 Світового туру ATP (0–1)          |

| Фінали за покриттям |
| ------------------- |
| Тверде (0–0)        |
| Ґрунт (0–1)         |
| Трава (0–0)         |

| Результат | В-П | Дата     | Турнір               | Рівень    | Покриття | Партнер       | Суперники                    | Рахунок  |
| --------- | --- | -------- | -------------------- | --------- | -------- | ------------- | ---------------------------- | -------- |
| Поразка   | 0–1 | Лип 2010 | Swedish Open, Швеція | Серія 250 | Ґрунт    | Андреас Сеппі | Роберт Ліндстедт Горія Текеу | 4–6, 5–7 |

## Фінали ATP Челленджер і ITF Ф'ючерс

### Одиночний розряд: 24 (8–16)
| Легенда              |
| -------------------- |
| ATP Челленджер (1–3) |
| ITF Ф'ючерс (7–13)   |

| Фінали за покриттям |
| ------------------- |
| Тверде (0–0)        |
| Ґрунт (8–16)        |
| Трава (0–0)         |
| Килим (0–0)         |

| Результат | В-П  | Дата     | Турнір                           | Рівень     | Покриття | Суперник            | Рахунок                 |
| --------- | ---- | -------- | -------------------------------- | ---------- | -------- | ------------------- | ----------------------- |
| Поразка   | 0–1  | Жов 2005 | Чилі F4, Сантьяго                | Ф'ючерс    | Ґрунт    | Максімо Гонсалес    | 5–7, 6–1, 3–6           |
| Поразка   | 0–2  | Січ 2006 | Іспанія F3, Llucmajor            | Ф'ючерс    | Ґрунт    | Франческо Піккарі   | 6–7(3–7), 6–7(4–7)      |
| Поразка   | 0–3  | Чер 2007 | Битом, Польща                    | Челленджер | Ґрунт    | Петер Лучак         | 3–6, 3–6                |
| Перемога  | 1–3  | Вер 2007 | Італія F33, Сардинія             | Ф'ючерс    | Ґрунт    | Маттео Марраї       | 3–6, 6–1, 6–0           |
| Перемога  | 2–3  | Жов 2007 | Італія F34, Сассарі              | Ф'ючерс    | Ґрунт    | Адам Кельнер        | 1–6, 6–1, 6–1           |
| Поразка   | 2–4  | Кві 2008 | Італія F10, Падуя                | Ф'ючерс    | Ґрунт    | Антоніо Веїч        | 2–6, 7–6(7–4), 3–6      |
| Поразка   | 2–5  | Чер 2008 | Алессандрія, Італія              | Челленджер | Ґрунт    | Паоло Лоренці       | 6–4, 6–7(5–7), 6–7(4–7) |
| Перемога  | 3–5  | Жов 2008 | Хорватія F10, Дубровник          | Ф'ючерс    | Ґрунт    | Грега Жемля         | 6–3, 6–4                |
| Перемога  | 4–5  | Лют 2009 | Єгипет F2, Каїр                  | Ф'ючерс    | Ґрунт    | Даніеле Джорджині   | 7–6(7–3), 5–7, 6–4      |
| Поразка   | 4–6  | Тра 2009 | Італія F10, Поццуолі             | Ф'ючерс    | Ґрунт    | Яннік Мертенс       | 2–6, 2–6                |
| Поразка   | 4–7  | Чер 2009 | Сербія F1, Белград               | Ф'ючерс    | Ґрунт    | Никола Чирич        | 6–4, 6–7(5–7), 5–7      |
| Поразка   | 4–8  | Лип 2009 | Італія F19, Палаццоло-сулл'Ольйо | Ф'ючерс    | Ґрунт    | Гільєрмо Ормасабаль | 5–7, 0–6                |
| Поразка   | 4–9  | Тра 2010 | Каїр, Єгипет                     | Челленджер | Ґрунт    | Іво Мінарж          | 6–3, 2–6, 3–6           |
| Поразка   | 4–10 | Тра 2010 | Італія F8, Поццуолі              | Ф'ючерс    | Ґрунт    | Алессіо ді Мауро    | 5–7, 4–6                |
| Перемога  | 5–10 | Чер 2010 | Марбург, Німеччина               | Челленджер | Ґрунт    | Іво Мінарж          | 2–6, 6–3, 7–5           |
| Поразка   | 5–11 | Бер 2011 | Іспанія F7, Сабадель             | Ф'ючерс    | Ґрунт    | Євген Донской       | 5–7, 5–7                |
| Перемога  | 6–11 | Сер 2012 | Італія F22, Апп'яно-Джентіле     | Ф'ючерс    | Ґрунт    | Хорхе Агілар        | 6–4, 7–6(7–5)           |
| Поразка   | 6–12 | Бер 2013 | Туреччина F10, Анталія           | Ф'ючерс    | Ґрунт    | Лоренцо Джустіно    | 0–6, 3–6                |
| Поразка   | 6–13 | Тра 2013 | Швеція F2, Бостад                | Ф'ючерс    | Ґрунт    | Роберто Маркора     | 3–6, 5–7                |
| Поразка   | 6–14 | Чер 2013 | Словенія F3, Литія (місто)       | Ф'ючерс    | Ґрунт    | Аксель Мішон        | 0–6, 4–6                |
| Перемога  | 7–14 | Чер 2013 | Італія F13, Бусто-Арсіціо        | Ф'ючерс    | Ґрунт    | Душан Лойда         | 4–6, 6–3, 6–0           |
| Поразка   | 7–15 | Жов 2013 | Італія F30, Палермо              | Ф'ючерс    | Ґрунт    | Алессіо ді Мауро    | 3–6, 3–6                |
| Перемога  | 8–15 | Бер 2014 | Італія F4, Палермо               | Ф'ючерс    | Ґрунт    | Максім Шазаль       | 6–3, 6–2                |
| Поразка   | 8–16 | Бер 2014 | Хорватія F5, Умаг                | Ф'ючерс    | Ґрунт    | Лямін Уахаб         | 0–6, 7–6(8–6), 3–6      |

### Парний розряд: 53 (28–25)
| Легенда                |
| ---------------------- |
| ATP Челленджер (16–21) |
| ITF Ф'ючерс (12–4)     |

| Фінали за покриттям |
| ------------------- |
| Тверде (3–3)        |
| Ґрунт (25–22)       |
| Трава (0–0)         |
| Килим (0–0)         |

| Результат | В-П   | Дата     | Турнір                           | Рівень     | Покриття | Партнер                    | Суперники                                         | Рахунок                    |
| --------- | ----- | -------- | -------------------------------- | ---------- | -------- | -------------------------- | ------------------------------------------------- | -------------------------- |
| Поразка   | 0–1   | Сер 2003 | Сан-Бенедетто, Італія            | Челленджер | Ґрунт    | Даніеле Джорджині          | Тодд Перрі Сімада Томас                           | 3–6, 4–6                   |
| Перемога  | 1–1   | Жов 2003 | Франція F20, Сен-Дізьє           | Ф'ючерс    | Тверде   | Флавіо Чіполла             | Тобіас Стейнель-Ганссон Олексій Малайко           | 4–6, 6–3, 6–2              |
| Перемога  | 2–1   | Тра 2004 | Італія F9, Терамо                | Ф'ючерс    | Ґрунт    | Алессандро Мотті           | Родрігу Монті Марсіу Торріс                       | 3–0 ret.                   |
| Поразка   | 2–2   | Чер 2004 | Реджо-нель-Емілія, Італія        | Челленджер | Ґрунт    | Андреас Сеппі              | Томас Беренд Томас Тенконі                        | 4–6, 2–6                   |
| Поразка   | 2–3   | Сер 2004 | Санкт-Петербург, Росія           | Челленджер | Ґрунт    | Даніеле Джорджині          | Михайло Єлгін Андрій Мішин                        | 3–6, 7–5, 4–6              |
| Поразка   | 2–4   | Бер 2005 | Італія F3, Сиракуза              | Ф'ючерс    | Ґрунт    | Крістіан Бранді            | Алессандро Мотті Флавіо Чіполла                   | 5–7, 4–6                   |
| Поразка   | 2–5   | Чер 2005 | Сассуоло, Італія                 | Челленджер | Ґрунт    | Пауль Капдевіль            | Хуан Пабло Бжезіцькі Крістіан Вільяґран           | 6–7(5–7), 2–6              |
| Перемога  | 3–5   | Чер 2005 | Італія F18, Кастельфранко-Емілія | Ф'ючерс    | Ґрунт    | Флавіо Чіполла             | Беньямін-Давід Руфер Штефан Кільхгофер            | 7–6(7–1), 6–3              |
| Поразка   | 3–6   | Січ 2006 | Іспанія F3, Llucmajor            | Ф'ючерс    | Ґрунт    | Федеріко Торрезі           | Габрієль Трухільйо Солер М П Пуїгдоменеч          | 3–6, 3–6                   |
| Перемога  | 4–6   | Лют 2006 | Італія F2, Тренто                | Ф'ючерс    | Тверде   | Томас Ольцер               | Альберто Бріцці Леонардо Аццаро                   | 6–4, 6–3                   |
| Перемога  | 5–6   | Бер 2006 | Італія F3, Рим                   | Ф'ючерс    | Ґрунт    | Альберто Бріцці            | Джанкарло Петраццуоло Даніеле Джорджині           | 6–7(1–7), 6–1, 6–2         |
| Перемога  | 6–6   | Січ 2007 | Ла-Серена, Чилі                  | Челленджер | Ґрунт    | Марк Лопес Таррес          | Карлос Берлок Бріан Дабуль                        | 3–6, 6–3, [10–1]           |
| Поразка   | 6–7   | Бер 2007 | Барлетта, Італія                 | Челленджер | Ґрунт    | Алессандро Мотті           | Давід Марреро Альберт Портас                      | 4–6, 4–6                   |
| Перемога  | 7–7   | Вер 2007 | Комо, Італія                     | Челленджер | Ґрунт    | Максімо Гонсалес           | Флавіо Чіполла Марко Педріні                      | 7–6(7–5), 6–4              |
| Перемога  | 8–7   | Вер 2007 | Генуя, Італія                    | Челленджер | Ґрунт    | Даніеле Джорджині          | Флавіо Чіполла Сімоне Болеллі                     | 6–3, 6–1                   |
| Перемога  | 9–7   | Січ 2008 | New Caledonia Challenger         | Челленджер | Тверде   | Флавіо Чіполла             | Ян Мертл Мартін Сланар                            | 6–4, 6–4                   |
| Перемога  | 10–7  | Кві 2008 | Італія F10, Падуя                | Ф'ючерс    | Ґрунт    | Кайо Замп'єрі              | Олександр Долгополов Денис Мацюкевич              | 7–5, 7–6(7–2)              |
| Перемога  | 11–7  | Тра 2008 | Рим, Італія                      | Челленджер | Ґрунт    | Флавіо Чіполла             | Паоло Лоренці Джанкарло Петраццуоло               | 6–3, 6–3                   |
| Перемога  | 12–7  | Чер 2008 | Алессандрія, Італія              | Челленджер | Ґрунт    | Флавіо Чіполла             | Мелле ван Ґемерден Матве Мідделкоп                | 3–6, 6–1, [10–4]           |
| Поразка   | 12–8  | Чер 2008 | Констанца, Румунія               | Челленджер | Ґрунт    | Жуліо Сілва                | Флорін Мерджа Горія Текеу                         | 4–6, 2–6                   |
| Перемога  | 13–8  | Лют 2009 | Єгипет F1, Гіза                  | Ф'ючерс    | Ґрунт    | Даніеле Джорджині          | Рабіє Чакі Талаль Ухабі                           | 2–6, 6–1, [10–3]           |
| Поразка   | 13–9  | Лют 2009 | Єгипет F2, Каїр                  | Ф'ючерс    | Ґрунт    | Даніеле Джорджині          | Шеріф Сабри Карім Маамун                          | 1–6, 4–6                   |
| Поразка   | 13–10 | Лют 2009 | Танжер, Марокко                  | Челленджер | Ґрунт    | Джанкарло Петраццуоло      | Огюстен Гансс Ерік Продон                         | 1–6, 6–7(3–7)              |
| Поразка   | 13–11 | Бер 2009 | Кальтаніссетта, Італія           | Челленджер | Ґрунт    | Даніеле Браччалі           | Хуан Пабло Бжезіцькі Давід Марреро                | 6–7(5–7), 3–6              |
| Поразка   | 13–12 | Лип 2009 | Італія F19, Палаццоло-сулл'Ольйо | Ф'ючерс    | Ґрунт    | Маттія Ліврагі             | Клаудіо Грассі Гільєрмо Ормасабаль                | 5–7, 3–6                   |
| Поразка   | 13–13 | Сер 2009 | Тампере, Фінляндія               | Челленджер | Ґрунт    | Урос Віко                  | Петер Лучак Юрій Щукін                            | 1–6, 7–6(8–6), [4–10]      |
| Перемога  | 14–13 | Сер 2009 | Манербіо, Італія                 | Челленджер | Ґрунт    | Алессіо ді Мауро           | Їв Аллегро Єссе Гута Ґалунґ                       | 6–4, 3–6, [10–4]           |
| Поразка   | 14–14 | Вер 2009 | Брашов, Румунія                  | Челленджер | Ґрунт    | Урос Віко                  | Пере Ріба Пабло Сантос Гонсалес                   | 3–6, 2–6                   |
| Поразка   | 14–15 | Вер 2009 | Севілья, Іспанія                 | Челленджер | Ґрунт    | Альберто Бріцці            | Трет Г'юї Харш Манкад                             | 1–6, 5–7                   |
| Поразка   | 14–16 | Вер 2009 | Баня-Лука, Боснія і Герцеговина  | Челленджер | Ґрунт    | Ісмар Горчич               | Дастін Браун Райнер Айцінґер                      | 4–6, 3–6                   |
| Поразка   | 14–17 | Вер 2009 | Любляна, Словенія                | Челленджер | Ґрунт    | Стефан Робер               | Джеймі Дельгадо Джеймі Маррей                     | 3–6, 3–6                   |
| Поразка   | 14–18 | Січ 2010 | New Caledonia Challenger         | Челленджер | Тверде   | Флавіо Чіполла             | Едуар Роже-Васслен Ніколя Девільдер               | 7–5, 2–6, [6–10]           |
| Перемога  | 15–18 | Січ 2010 | Марокко F1, Касабланка           | Ф'ючерс    | Ґрунт    | Альберто Бріцці            | Адам Кельнер Мартін Кліжан                        | 6–3, 6–2                   |
| Перемога  | 16–18 | Кві 2010 | Італія F3, Фоджа                 | Ф'ючерс    | Ґрунт    | Алессіо ді Мауро           | Дієґо Альварес Агустін Пікко                      | 6–4, 6–0                   |
| Поразка   | 16–19 | Кві 2010 | Блуменау, Бразилія               | Челленджер | Ґрунт    | Андре Гем                  | Андре Са Франко Феррейро                          | 4–6, 3–6                   |
| Перемога  | 17–19 | Тра 2010 | Каїр, Єгипет                     | Челленджер | Ґрунт    | Мартін Сланар              | Андре Бегеманн Дастін Браун                       | 6–3, 6–4                   |
| Перемога  | 18–19 | Лип 2010 | Брауншвейг, Німеччина            | Челленджер | Ґрунт    | Леонарду Таваріш           | Юрій Щукін Ігор Куніцин                           | 7–5, 7–6(7–4)              |
| Перемога  | 19–19 | Жов 2010 | Неаполь, Італія                  | Челленджер | Ґрунт    | Даніель Муньйос де ла Нава | Баштіан Кніттель Андреас Гайдер-Маурер            | 1–6, 7–6(7–5), [10–6]      |
| Поразка   | 19–20 | Жов 2010 | Палермо, Італія                  | Челленджер | Ґрунт    | Алессандро Мотті           | Філіпп Освальд Мартін Фішер                       | 6–4, 2–6, [6–10]           |
| Поразка   | 19–21 | Січ 2011 | New Caledonia Challenger         | Челленджер | Тверде   | Флавіо Чіполла             | Домінік Мефферт Фредерік Нільсен                  | 6–7(4–7), 7–5, [5–10]      |
| Перемога  | 20–21 | Лют 2011 | Мекнес, Марокко                  | Челленджер | Ґрунт    | Трет Г'юї                  | Алессандро Мотті Алессіо ді Мауро                 | 6–1, 6–2                   |
| Поразка   | 20–22 | Лют 2011 | Касабланка, Марокко              | Челленджер | Ґрунт    | Леонарду Таваріш           | Гільєрмо Алькайде Адріан Менендес Масейрас        | 2–6, 1–6                   |
| Перемога  | 21–22 | Бер 2011 | Іспанія F7, Сабадель             | Ф'ючерс    | Ґрунт    | Даніеле Джорджині          | Мігель Анхель Лопес Хаен Габрієль Трухільйо Солер | 6–3, 6–2                   |
| Перемога  | 22–22 | Бер 2011 | Рабат, Марокко                   | Челленджер | Ґрунт    | Алессіо ді Мауро           | Євген Корольов Юрій Щукін                         | 6–4, 6–4                   |
| Перемога  | 23–22 | Бер 2011 | Кальтаніссетта, Італія           | Челленджер | Ґрунт    | Даніеле Браччалі           | Даніеле Джорджині Адріан Унгур                    | 3–6, 7–6(7–2), [10–7]      |
| Перемога  | 24–22 | Чер 2011 | Мілан, Італія                    | Челленджер | Ґрунт    | Адріан Менендес-Масейрас   | Леонарду Таваріш Андреа Арнабольді                | 0–6, 6–3, [10–5]           |
| Перемога  | 25–22 | Сер 2011 | Сан-Себастьян, Іспанія           | Челленджер | Ґрунт    | Стефано Янні               | Ісраель Севілья Даніель Хімено-Травер             | 6–3, 6–4                   |
| Поразка   | 25–23 | Жов 2011 | Орлеан, Франція                  | Челленджер | Тверде   | Давід Шкох                 | П'єр-Юг Ербер Ніколя Ренаван                      | 5–7, 3–6                   |
| Поразка   | 25–24 | Кві 2012 | Мерсін, Туреччина                | Челленджер | Ґрунт    | Алессандро Мотті           | Раду Албот Денис Молчанов                         | 0–6, 2–6                   |
| Поразка   | 25–25 | Лип 2012 | Орбетелло, Італія                | Челленджер | Ґрунт    | Алессіо ді Мауро           | Стефано Янні Дейн Проподжія                       | 3–6, 2–6                   |
| Перемога  | 26–25 | Лют 2013 | Іспанія F1, Майорка              | Ф'ючерс    | Ґрунт    | Алессіо ді Мауро           | Мігель Анхель Лопес Хаен Х Марсе-Відрі            | 6–0, 6–3                   |
| Перемога  | 27–25 | Лип 2013 | Орбетелло, Італія                | Челленджер | Ґрунт    | Марко Груньйола            | Ренцо Оліво Гільєрмо Дюран                        | 7–6(7–3), 6–7(5–7), [10–6] |
| Перемога  | 28–25 | Лип 2014 | Данія F1, Орхус                  | Ф'ючерс    | Ґрунт    | Маттео Донаті              | Крістіан Лінделл Робін Олін                       | 6–1, 6–0                   |

## Досягнення
| W | Ф | ПФ | ЧФ | #Р | КТ | К# | DNQ | A | NH |

### Одиночний розряд
| Турніри Великого шлему                 |     |     |     |                  |                  |                  |                  |                  |                  |       |     |
| Відкритий чемпіонат Австралії з тенісу |     | К1р | К2р | К2р              | К1р              | К2р              | К1р              |                  | К1р              | 0 / 0 | 0–0 |
| Відкритий чемпіонат Франції з тенісу   |     | К2р |     |                  |                  | К1р              | К2р              |                  |                  | 0 / 0 | 0–0 |
| Вімблдонський турнір                   | К1р | К1р |     |                  | К1р              |                  | К2р              |                  |                  | 0 / 0 | 0–0 |
| Відкритий чемпіонат США з тенісу       | К1р |     |     |                  | К3р              |                  |                  |                  |                  | 0 / 0 | 0–0 |
| В-П                                    | 0–0 | 0–0 | 0–0 | 0–0              | 0–0              | 0–0              | 0–0              | 0–0              | 0–0              | 0 / 0 | 0–0 |
| Тур ATP Мастерс 1000                   |     |     |     |                  |                  |                  |                  |                  |                  |       |     |
| Відкритий чемпіонат Маямі з тенісу     |     |     |     |                  |                  |                  | К1р              |                  |                  | 0 / 0 | 0–0 |
| Мастерс Рим                            |     |     | К1р |                  |                  |                  |                  |                  |                  | 0 / 0 | 0–0 |
| Гамбург                                |     |     | К1р | Не серія Мастерс | Не серія Мастерс | Не серія Мастерс | Не серія Мастерс | Не серія Мастерс | Не серія Мастерс | 0 / 0 | 0–0 |
| В-П                                    | 0–0 | 0–0 | 0–0 | 0–0              | 0–0              | 0–0              | 0–0              | 0–0              | 0–0              | 0 / 0 | 0–0 |

### Парний розряд
| Турніри Великого шлему                 |     |     |     |       |     |    |
| Відкритий чемпіонат Австралії з тенісу |     |     | 1р  | 0 / 1 | 0–1 | 0% |
| Відкритий чемпіонат Франції з тенісу   |     | 1р  |     | 0 / 1 | 0–1 | 0% |
| Вімблдонський турнір                   | К1р | 1р  |     | 0 / 1 | 0–1 | 0% |
| Відкритий чемпіонат США з тенісу       | 1р  |     |     | 0 / 1 | 0–1 | 0% |
| В-П                                    | 0–1 | 0–2 | 0–1 | 0 / 4 | 0–4 | 0% |